# Луций Валерий Месала Волез
Вижте пояснителната страница за други личности с името Луций Валерий Месала.
Луций Валерий Месала Волез (на латински: Lucius Valerius Messalla Volesus) e сенатор на ранната Римска империя.

## Биография
Син е на Поцит Валерий Месала (суфектконсул 29 пр.н.е.) и внук на Марк Валерий Месала Руф (консул 53 пр.н.е.). Брат е на Маний Валерий Месала Поцит.
През 12 пр.н.е. Месала Волез започва своята кариера kato triumvir aere argento auro flando feriundo (монетен чиновник). През 5 г. e консул заедно с Гней Корнелий Цина Магн. След това през 11 или 12 г. е проконсул на провинция Азия.
Месала Волез е обвинен и осъден за „нечувана жестокост“. Август пише за случая Луций Валерий в книгата си libelli Augusti de Voleso Messalla. Суфектконсул става на 1 юли Гай Вибий Постум.